# Bousso
Bousso è un comune del Ciad, situato nel dipartimento di Loug Chari, provincia di Chari-Baguirmi.   È il capoluogo del dipartimento.